# Nikša Bratoš
Nikša Bratoš (Travnik, 17. kolovoza 1959.) je hrvatski i bosanskohercegovački skladatelj zabavne i pop glazbe, i jedan od najznačajnijih bosanskohercegovačkih i hrvatskih aranžera. Aranžer je i producent velikog broja pjesama grupa "Crvena jabuka" "Obećana zemlja", i izvođača poput Gorana Karana, Tonija Cetinskog, Borisa Novkovića.

## Životopis
Rođen je 1959. godine u Travniku gdje završava osnovnu školu, osnovnu glazbenu školu i potom gimnaziju. U glazbenoj školi svira violinu i klarinet. Tijekom školovanja aktivno svira u gradskom kamernom orkestru i gradskom puhačkom orkestru. 1978. godine upisuje elektrotehnički fakultet u Sarajevu gdje je i diplomirao 1983. godine. Iako se glazbenom produkcijom bavi od 1980. godine, tek se 1985. godine definitivno opredjeljuje za glazbu i počinje raditi kao studijski glazbenik, aranžer i glazbeni producent.

## Sinkronizacija
- "Snježno kraljevstvo: Olafova pustolovina" - Redatelj glazbe (2017.)
- "Ljepotica i zvijer" - Redatelj glazbe (2017.)
- "Vaiana: Potraga za mitskim otokom" - Redatelj glazbe (2016.)
- "Lava" - Redatelj glazbe (2015.)
- "Snježna groznica" - Redatelj glazbe (2015.)
- "Zvončica i čudovište iz Nigdjezemske" - Redatelj glazbe (2014.)
- "Zvončica i gusarska vila" - Redatelj glazbe (2014.)
- "Snježno kraljevstvo" - Redatelj glazbe (2013.)
- "Zvončica i tajna krila" - Redatelj glazbe (2012.)
- "Medvjedić Winnie" - Redatelj glazbe (2011.)
- "Vrlo zapetljana priča" - Redatelj glazbe (2010.)
- "Priča o igračkama, 2, 3" - Redatelj glazbe (2010.)
- "Zvončica i veličanstveno vilinsko spašavanje" - Redatelj glazbe (2010.)
- "Princeza i žabac" - Redatelj glazbe (2009.)
- "Pinokio" - Redatelj glazbe (2009.)
- "Snjeguljica i sedam patuljaka" - Redatelj glazbe (2009.)
- "Zvončica i izgubljeno blago" - Redatelj glazbe (2009.)
- "Horton" - Redatelj vokala (2008.)
- "Zvončica" - Redatelj glazbe (2008.)
- "101 dalmatinac" - Redatelj glazbe (2008.)
- "Trnoružica" - Redatelj glazbe (2008.)
- "Grom" - Redatelj glazbe (2008.)
- "Knjiga o džungli 2" - Redatelj glazbe [s Nensi Atanasov] (2008.)
- "Obitelj Robinson" - Redatelj glazbe (2007.)
- "Miki Maus i prijatelji" - Redatelj glazbe (2007.)
- "Auti" - Redatelj glazbe (2006.)
- "Mala sirena" - Redatelj glazbe (2006.)
- "Dama i Skitnica" - Redatelj glazbe (2006.)
- "Bambi 2" - Redatelj glazbe (2006.)
- "Žuta minuta" - Redatelj glazbe (2005.)

## Vanjske poveznice
- HGU  Arhivirana inačica izvorne stranice od 25. rujna 2014. (Wayback Machine)